# Llupenci de Javols
Llupenci (Lupentius, en francès Lupien i Louvent) (Bòsc del Mont, Javols, Gavaldà, ca. 540 - Xampanya, 584) fou abat del monestir de Sant Privat de Javols (Gabalitanae urbis), aleshores capital del comtat de Gavaldà, al darrer terç del segle vi. És venerat com a sant per l'Església catòlica.

## Biografia
Nascut al Gavaldà cap al 540, prop de Javols, es va fer religiós cap al 564, i fou nomenat abans del 576 abat del monestir de Sant Privat, proper a Javols: fou consagrat en 576 pel bisbe Evanci.
Innocent del Gavaldà, comte del Gavaldà nomenat per Khildebert II d'Austràsia, i home violent i ambiciós, el va acusar de malparlar de la reina Brunilda (a qui el comte, així, volia afalagar) i d'haver dit coses massa lliures sobre els conflictes que en aquell temps afectaven la cort de Metz (Austràsia). Innocent va anar a Metz per acusar-lo, però l'abat es va saber justificar de manera convincent i en fou absolt.
El comte, frustrat, el va esperar a la seva tornada, el va fer presoner i el va portar a Pontion, una residència reial a la Xampanya, on fou torturat. El va alliberar, però el comte va considerar poc després que havia estatun error: quan l'abat creuava el riu Aisne el va detenir i el va matar d'un cop al cap. Li va tallar el cap i el va ficar a un sac ple de pedres, i va lligar al cos un altre sac, llençant-ne tots dos al riu; el cos, però, fou trobat per uns pastors i, segons una llegenda pietosa, poc després una àguila va portar el cap, deixant-la vora el cos, que fou enterrat amb tots els honors.

## Veneració
Els suposats miracles a la seva tomba, a l'església de Perthes, el van fer tenir culte popular i fou proclamar sant. Les seves relíquies van ésser portades a la catedral de Châlons-en-Champagne. Foren cremades pels calvinistes al segle xvi). Una part era de les relíquies anà a la catedral de Mende en 1737.